# Waddewarden
Waddewarden is een plaats in de Duitse gemeente Wangerland, deelstaat Nedersaksen. Waddewarden telt ongeveer 1.000 inwoners.
Het dorp ligt ongeveer 7½ kilometer ten zuiden van het hoofddorp van de gemeente, Hohenkirchen en 6 km ten westen van Hooksiel. De stad Jever ligt circa 5½ km ten zuiden van Waddewarden Het gehucht Haddien wordt vaak mede tot Waddewarden gerekend.

## Geschiedenis
De naam van het dorp wordt uit een etymologisch onverklaard gebleven familienaam Wadda verklaard. In een oorkonde uit het jaar 1350 wordt Waddewarden als Wadverden voor het eerst vermeld.
Bij het dorp liggen enkele grote boerderijen, waaronder de Canarienhof of Hof Canarienhausen (de opvallende naam komt van de naam van de eerste herenboer daar, die Knorring of Konring heette). De Canarienhof heeft enkele regionale prominenten als bewoners gehad.

## Bezienswaardigheden
- In de 13e-eeuwse romaanse zaalkerk van Waddewarden, de Johanneskerk, bevindt zich een retabel van Jacob Cröpelin met diverse Bijbelse voorstellingen, waaronder het laatste avondmaal. Ook de preekstoel met gebeeldhouwde figuren van de evangelisten is van dezelfde maker.[1]
- De herberg To'n Schlagboom bestaat al sinds 1772. De herbergier bezat tot circa 1900 het recht, om voor de straat, waaraan zijn bedrijf lag, tolgeld te heffen. Daartoe was er bij de herberg een slagboom aanwezig, om de weg af te sluiten en na betaling van de tol weer te openen.
- Rond 1850 kreeg deze herberg een concurrent, Waddewarder Hof. Dit café-restaurant bevindt zich naast To'n Schlagboom en tegenover de oude dorpskerk.

## Afbeeldingen

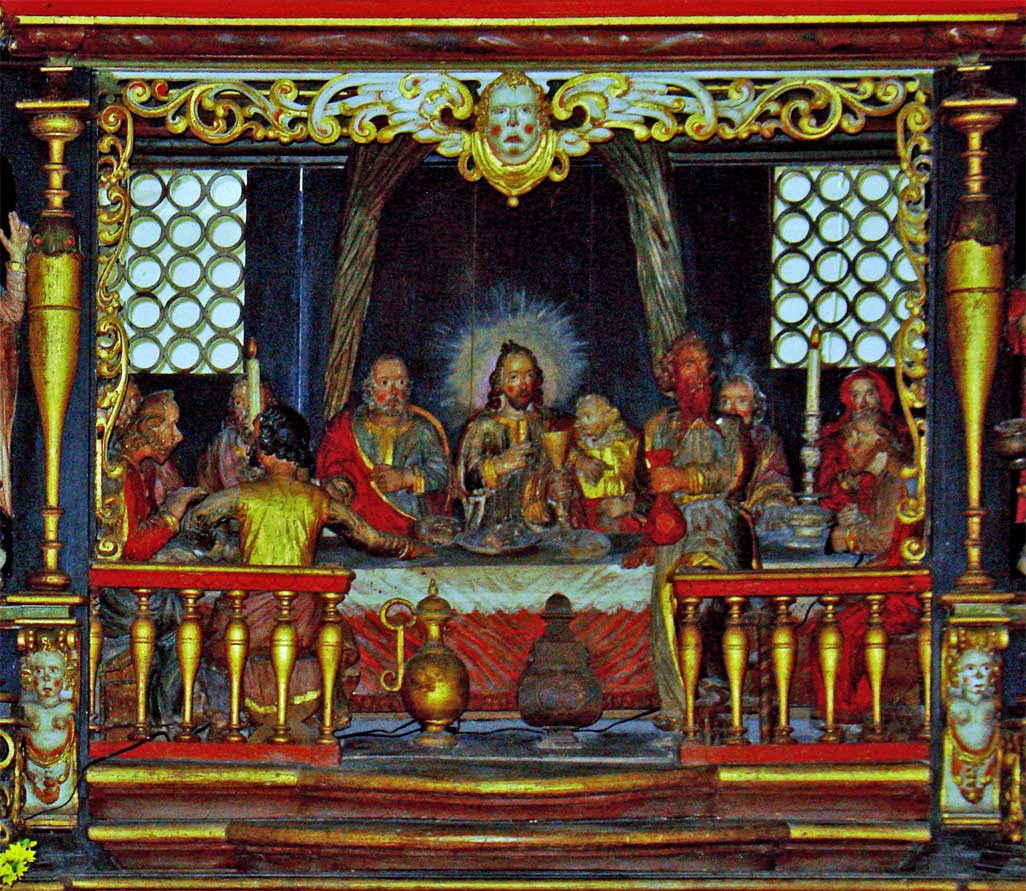
Detail van het retabel uit de Johanneskerk (Laatste Avondmaal)
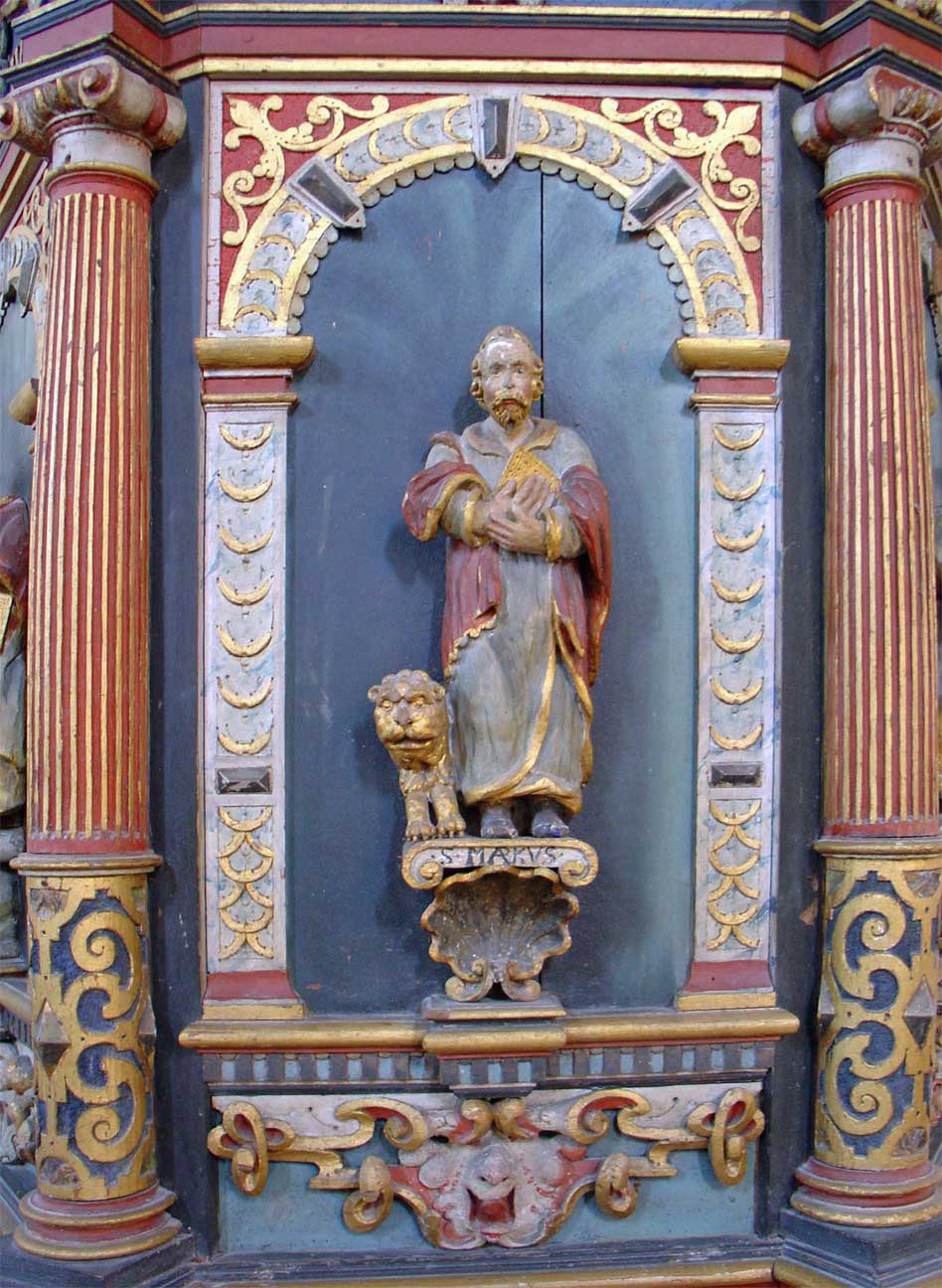
Preekstoel Johanneskerk Waddewarden (detail - afbeelding Marcus)
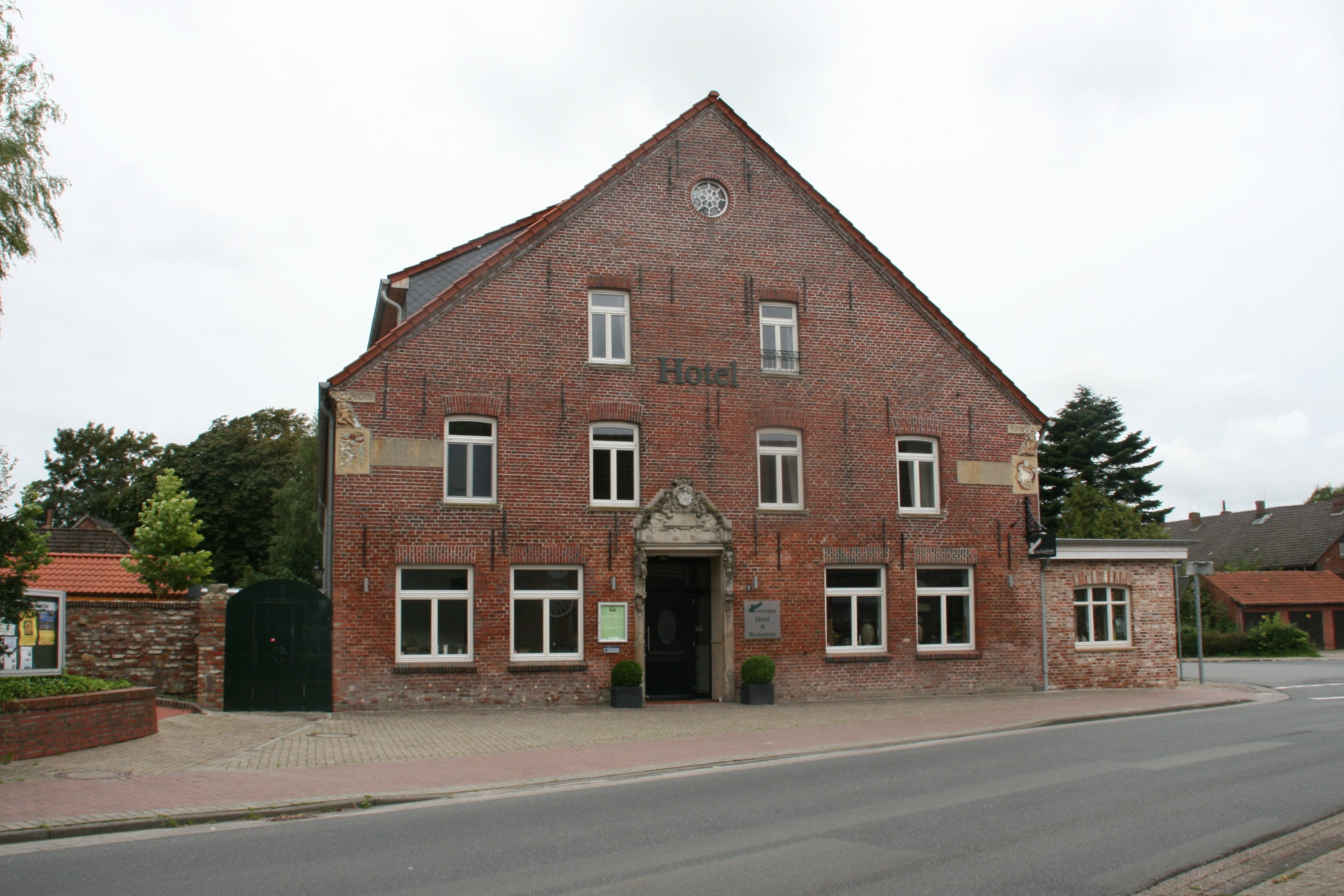
Herberg To'n Schlagboom (1772)
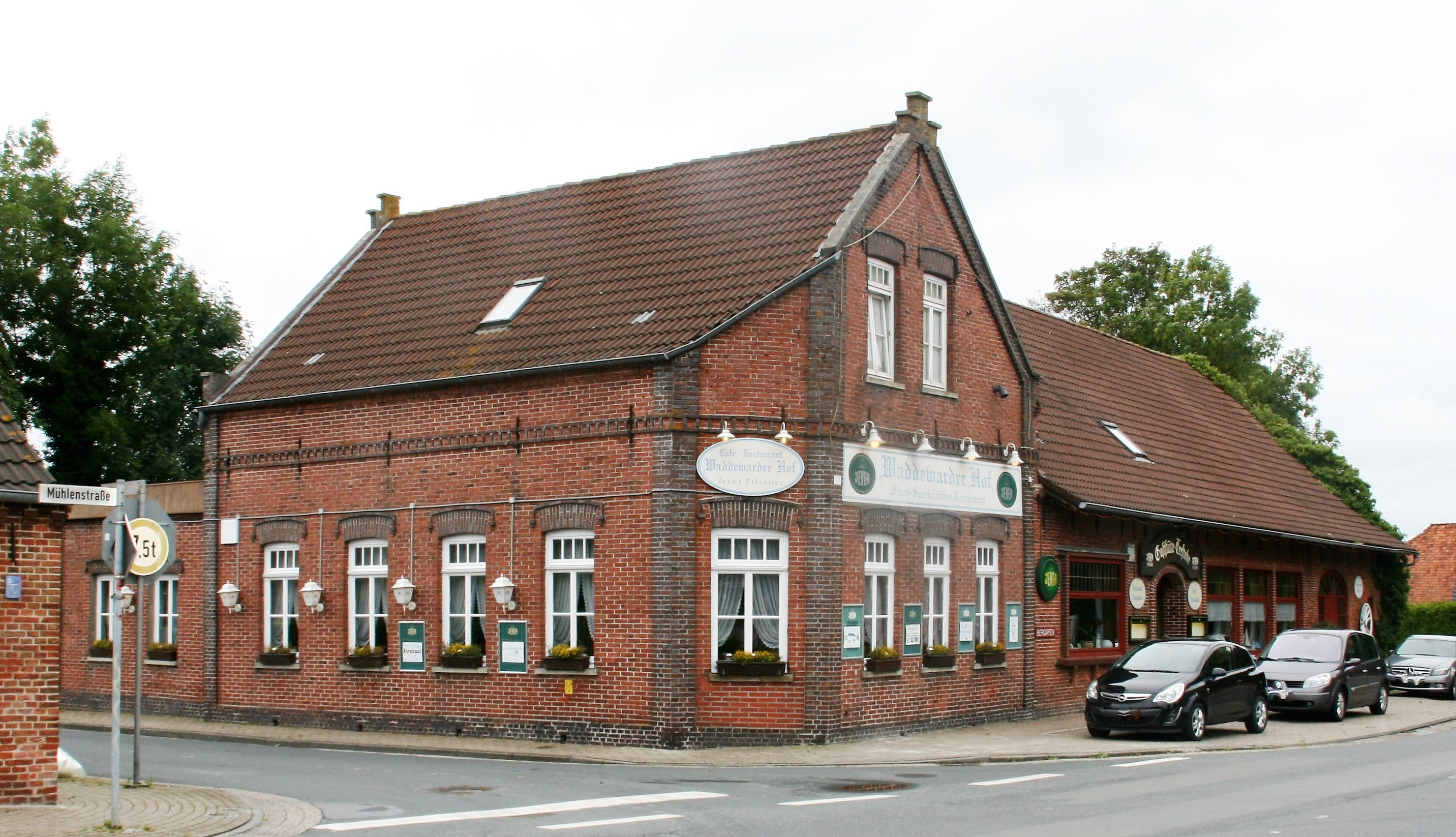
Waddewarder Hof

## Geboren te Waddewarden
- Johann Heinrich von Thünen (op de Hof Canarienhausen, 24 juni 1783 - Tellow (in Warnkenhagen), 22 september 1850), Duits econoom
- Ook diens jongere broer, Friedrich von Thünen (1785–1865), werd in geheel het Oldenburger Land bekend als politicus.
- Johann Ludwig [2] Tiarks FRS (* 10 mei 1789; † 1 mei 1837 in Jever), belangrijk Duits astronoom, lange tijd in Britse dienst, betrokken bij belangrijke metingen o.a. om lengtegraden vast te stellen, en om na de Vrede van Gent (1814), mede als adviseur van de hiervoor als arbiter aangestelde koning Willem I van Nederland de grens tussen Canada en de Verenigde Staten te bepalen

## Niet te verwarren met
Een gedeelte van de badplaats Tossens, gemeente Butjadingen, heette vroeger ook Waddewarden.
Een stadsdeel van Bremerhaven heet Weddewarden.